# Sampson Cay
Sampson Cay är en ö i Bahamas.   Den ligger i distriktet Black Point District, i den sydöstra delen av landet, 130 km sydost om huvudstaden Nassau.